# Parafia Ewangelicko-Augsburska w Bytomiu-Miechowicach
Parafia Ewangelicko-Augsburska w Bytomiu-Miechowicach – luterańska parafia w Bytomiu, w dzielnicy Miechowice, należąca do diecezji katowickiej Kościoła Ewangelicko-Augsburskiego w RP. Mieści się przy ulicy Matki Ewy. W 2012 liczyła około 150 wiernych. 

## Historia
Na terenie wsi Miechowice w 1890 powstały budynek ewangelickiego zakładu opiekuńczego Ostoja Pokoju, będący darem dla Ewy von Tiele Winckler od jej ojca. W budynku powstała skromnie urządzona, neogotycka kaplica z witrażem, w której prowadzone były nabożeństwa. Społeczność luterańska Miechowic liczyła wówczas około 700 osób.
W 1892 oddano do użytku budynek szpitala Weleska, przeznaczonego dla 80 chorych. 
Na potrzeby zakładów, w 1896 rozpoczęto budowę kościoła ewangelickiego, zakończoną uroczystym poświęceniem w dniu 2 lutego 1898. Nabożeństwa przeniesiono do nowej świątyni, a kaplica w Ostoi Pokoju pełniła od tego czasu funkcje pomocnicze.
W 1902 obok szpitala wybudowano kolejny budynek dla chorych, natomiast 1 października 1905 miała miejsce uroczystość poświęcenia budynku Cisza Syjonu. Mieścił on dużą salę, gdzie odbywały się ewangelizacje i inne uroczystości, natomiast w oddzielnych pokojach mieszkały diakonise. W przybudówce znajdowała się zakładowa kuchnia.
W miechowickim kompleksie powstało 28 budynków domu opieki. Na początku XX wieku oprócz zakładów opiekuńczych działał tam szpital, szkoła pielęgniarska, ochronka, domy pomocy dla dzieci, kobiet i mężczyzn. W 1927 parafia w Miechowicach liczyła 2300 wiernych.
W czasie I wojny światowej na terenie ośrodka działał szpital dla żołnierzy. Po II wojnie światowej w budynkach zakładu działał Państwowy Dom Dziecka. 
W latach 50. XX wieku kościół został zamknięty na czas remontu, a nabożeństwa i inne uroczystości kościelne, w tym konfirmacje i śluby odbywały się w budynku Anielska Straż.
W latach 1984–1987 powstał nowy dom parafialny, poświęcony 16 sierpnia 1987. W 1991 parafia odzyskała prawo własności do budynku Cisza Syjonu. W latach 90. XX wieku została rozebrana dawna siedziba domu dziecka. 
Od 1989 rozpoczęto czynności organizacyjne w celu powstania nowego budynku domu opieki. Prace rozpoczęto 21 października 1990 podczas poświęcenia kamienia węgielnego przez ks. bp. Janusza Narzyńskiego. Budowa trwała pięć lat, a nowy Ewangelicki Dom Opieki Ostoja Pokoju oddano do użytku 17 czerwca 1995.
Do 1987 księża zamieszkiwali zabytkowy budynek plebanii z 1894, mieszczący również sale katechetyczne, gdzie odbywały się lekcje religii oraz szkółki niedzielne. Po zakończeniu II wojny światowej przeniesiono tam również prowadzenie godzin biblijnych, Koła Pań oraz spotkań młodzieżowych. Po 1995 dla księży powstał nowy budynek, a w dotychczasowej plebanii urządzono mieszkania dla pracowników parafii i domu opieki.
Do parafii należał pochodzący z 1932 filialny kościół ewangelicki w Bytomiu-Bobrku. Z powodu małej liczby wiernych zamieszkujących filiał, będącej skutkiem wyprowadzki zborowników do innych dzielnic i uczęszczania do kościołów w Miechowicach i Centrum, a także śmierci części parafian z Bobrka, około 2011 zaprzestano prowadzenia w nim nabożeństw. Kościół ten został w 2014 zniszczony wskutek podpalenia i w 2017 zrekonstruowany na terenie Górnośląskiego Parku Etnograficznego w Chorzowie.

## Współczesność
Nabożeństwa w kościele ewangelickim w Miechowicach odbywają się w każdą niedzielę oraz święta.
Z powodu szkód górniczych wyburzonych zostało wiele budynków tworzących dawny zakład opiekuńczy, w związku z czym do czasów obecnych zachował się dom Ostoja Pokoju, Elim i Cisza Syjonu oraz budynek starej plebanii, będące w posiadaniu parafii. Ponadto nadal istnieje siedziba dawnego szpitala Waleska, która pozostaje własnością państwową.
Za kościołem położony jest niewielki cmentarz, będący miejscem pochówku miechowickich diakonis, w tym Matki Ewy.
Przy parafii działa Muzeum Domek Matki Ewy, mieszczące się w drewnianym domu z 1902 zamieszkałym dawniej przez tę diakonisę. Muzeum oprócz ekspozycji prowadzi również zwiedzanie szlaku Matki Ewy, zajęcia dla dzieci i młodzieży oraz warsztaty i szkolenia.